# Egelantiersgracht
De Egelantiersgracht in Amsterdam is een gracht in de wijk de Jordaan in stadsdeel Amsterdam-Centrum.  De gracht ligt tussen de Prinsengracht en de Lijnbaansgracht.

## Geschiedenis
De gracht is, als onderdeel van de Jordaan, aangelegd in de eerste helft van de 17e eeuw tijdens een van de grote Amsterdamse stadsuitbreidingen; de zogenaamde Derde Uitleg. In de Jordaan zijn veel grachten en straten naar bloemen vernoemd. Een egelantier is een heester.
De huizen in deze buurt zijn deels gebouwd voor handwerkslieden. De panden aan de gracht zijn vaak wat kleiner dan de monumentale panden aan de Herengracht, Keizersgracht, Prinsengracht of Bloemgracht. De meeste panden aan de Egelantiersgracht zijn nu woonhuizen. Er staan grachtenpanden uit meerdere tijdvakken; huizen uit de 17e eeuw naast nieuwbouw. In het begin van de jaren tachtig zijn er nog panden bijgebouwd.
Zes van de elf Jordanese grachten zijn in de 19e eeuw gedempt. De Egelantiersgracht, de Bloemgracht, de Lauriergracht, de Looiersgracht en Passeerdersgracht behielden de open waterverbinding tussen de Prinsengracht en de Lijnbaansgracht.
Bij de bouw van de Jordaan handhaafde men  het patroon van de oude poldersloten. Bij de aanleg van de grachtengordel volgde men een patroon dat zich in een halve cirkel om de oude stadskern boog. Daardoor ligt de Egelantiersgracht schuin ten opzichte van de grachtengordel en sluit niet direct aan op de bruggen over de Prinsengracht.

## Architectuur
- Het St. Andrieshofje aan Egelantiersgracht 107 - 114 dateert uit 1617.
- Egelantiersgracht 8, gebouwd in 1649, is een typisch voorbeeld van sobere Amsterdamse renaissance. Zie ook De Drie Hendricken aan de Bloemgracht.
- Egelantiersgracht 66, dat in de Hongerwinter werd gesloopt, is tussen 1963 en 1964 herbouwd door Stichting Diogenes. De buurpanden Egelantiersgracht 68 en 70 zijn gerestaureerd.
- Ook aan de Egelantiersgracht lagen tussen de huizen op meerdere plaatsen zogenaamde gangen. Deze smalle steegjes gaven toegang tot achter de huizenrij gelegen (vaak illegaal) bebouwde achtererven, waar de minstbedeelden in bouwvallige onderkomens woonden.

Zie ook de 56 Rijksmonumenten aan de Egelantiersgracht.

## Bekende bewoners
- De pedagoog Comenius (1592-1670), bewoonde Egelantiersgracht 62.
- Jan Bouman (1706-1776), architect van onder meer de Hollandse wijk in Potsdam, groeide op aan de Egelantiersgracht.
- Schrijver Theun de Vries 1907-2005 bewoonde Egelantiersgracht 66.

## Externe link

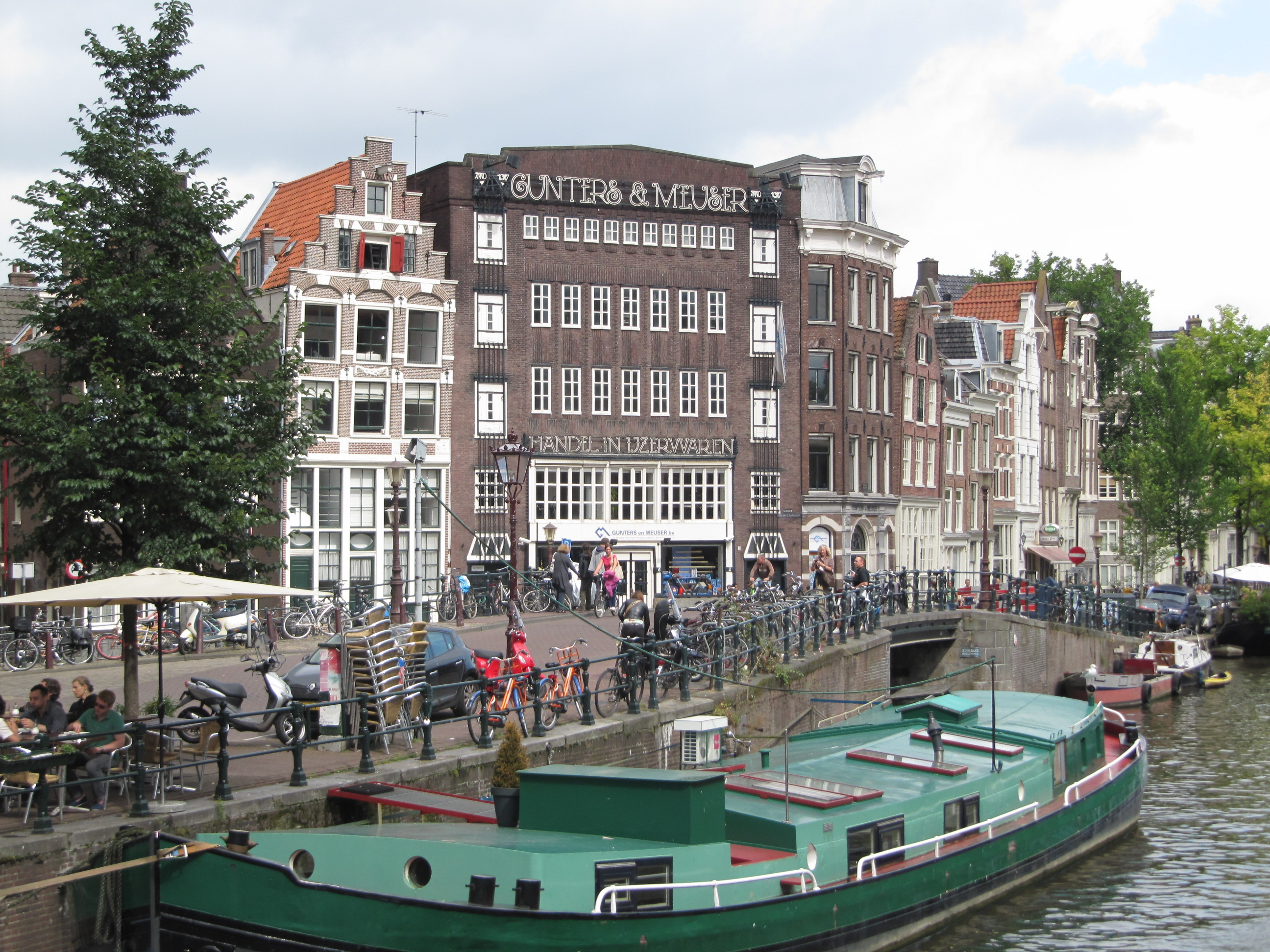
Egelantiersgracht 2 (Gunters en Meuser)
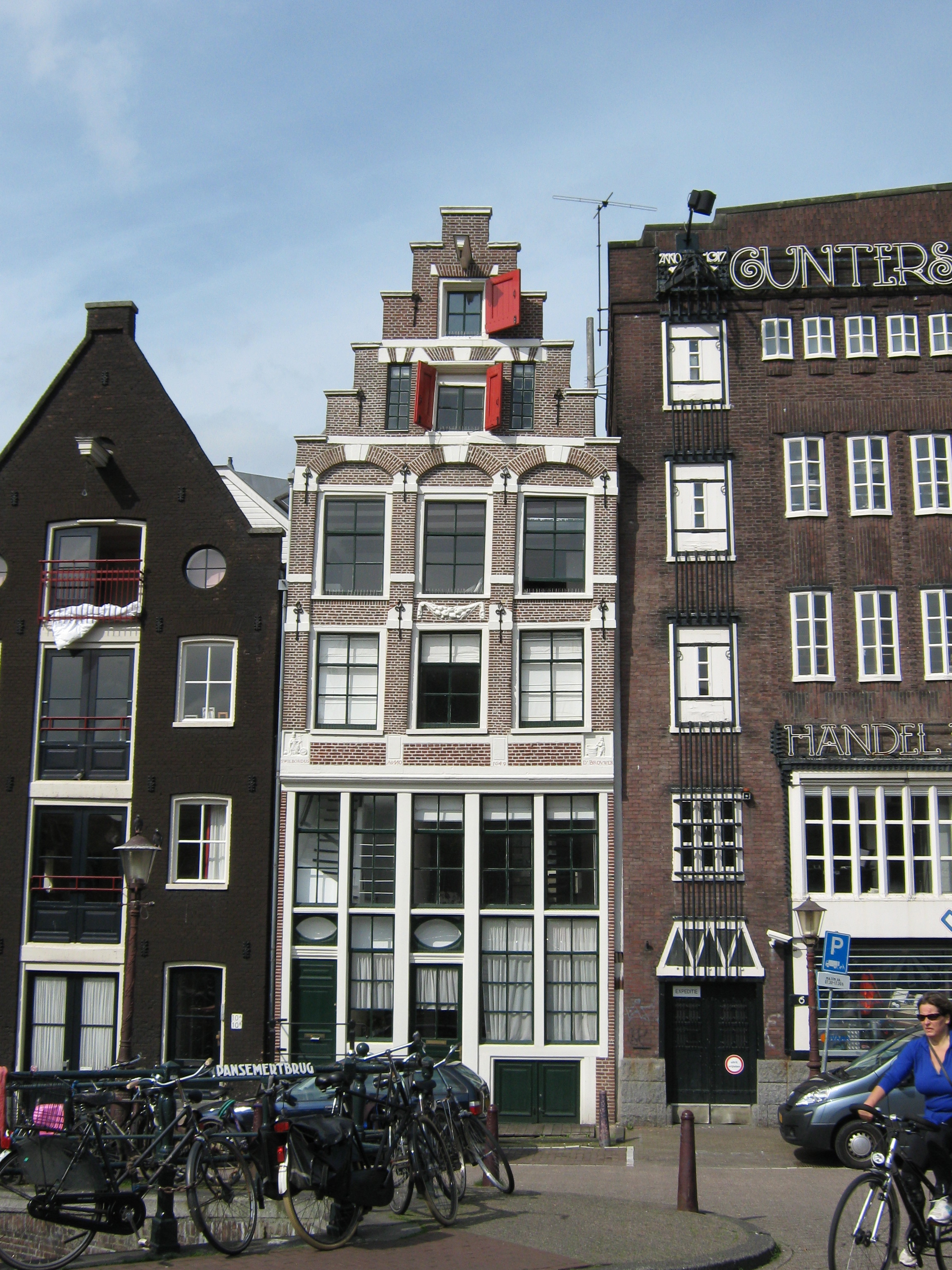
Egelantiersgracht 8